# Vasiljevac
Vasiljevac (cyr. Васиљевац) – wieś w Serbii, w okręgu toplickim, w gminie Kuršumlija. W 2011 roku liczyła 6 mieszkańców.